# الخربة (الضليعة)

'

تعديل مصدري - تعديل

الخربة هي إحدى قرى عزلة الضليعة بمديرية الضليعة التابعة لمحافظة حضرموت، بلغ تعداد سكانها 138 نسمة حسب تعداد اليمن لعام 2004.